# Belgische wetgevende verkiezingen augustus 1870
Algemene wetgevende verkiezingen vonden plaats in België op dinsdag 2 augustus 1870, waarbij de Kamer en de Senaat beide volledig vernieuwd werden.
De reguliere verkiezingen twee maanden eerder, waarbij de Kamer voor de helft vernieuwd werd, gaf een gelijk aantal volksvertegenwoordigers voor de liberalen en katholieken. Voor de Senaat, die een liberale meerderheid had, waren geen verkiezingen voorzien. Beide Kamers werden ontbonden bij koninklijk besluit van 8 juli 1870 en er dienden aldus nogmaals verkiezingen gehouden te worden.
Toen de Frans-Duitse Oorlog echter uitbrak, kwam de Kroonraad op 16 juli samen om te bepalen of de wetgevende Kamers al dan niet in buitengewone zitting moesten bijeenkomen. Dit werd niet gedaan, waardoor de Kamers niet bijeenkwamen tussen de verkiezingen van juni en augustus 1870.
De katholieken behaalden hierbij 76 zetels in de Kamer en 35 in de Senaat; de liberalen behaalden respectievelijk 50 en 27 zetels.
De nieuwe legislatuur volgend op deze verkiezingen werd op dinsdag 8 augustus 1870 geopend met een Troonrede van koning Leopold II voor de Verenigde Kamers, waarna de nieuwe leden de eed aflegden.

## Uitslagen

### Ieper
In het arrondissement Ieper kwamen 1985 van de 2180 ingeschreven kiezers opdagen (91%). Liberaal Jules Mazeman de Couthove werd herverkozen als senator, liberaal Alphonse Vandenpeereboom werd herverkozen als volksvertegenwoordiger. Katholieken Pierre Biebuyck en Charles-Louis Van Renynghe versloegen de zittende liberalen Pierre Beke en Jules Van Merris.

### Leuven
In het arrondissement Leuven kwamen 2095 van de 4118 ingeschreven kiezers opdagen (51%). De katholieke senatoren en volksvertegenwoordigers werden verkozen zonder strijd.

## Verkozenen
- Kamer van volksvertegenwoordigers (samenstelling 1870-1874)
- Samenstelling Belgische Senaat 1870-1874